# Wróbliczka modrobrewa
Wróbliczka modrobrewa (Forpus conspicillatus) – gatunek małego ptaka z rodziny papugowatych (Psittacidae).

## Podgatunki i zasięg występowania
Wyróżnia się następujące podgatunki wróbliczek modrobrewych:
- Forpus conspicillatus conspicillatus (Lafresnaye, 1848) – od wschodniej Panamy po północno-środkową Kolumbię;
- Forpus conspicillatus metae Borrero & Hernández-Camacho, 1961 – od wschodnich kolumbijskich Andów po zachodnią Wenezuelę;
- Forpus conspicillatus caucae (Chapman, 1915) – południowo-zachodnia Kolumbia.

## Morfologia
Wróbliczka modrobrewa mierzy około 12 cm oraz waży 30 g. Osobniki obu płci są zielone. Samce mają niebieską obwódkę dookoła oczu, a także dolną część grzbietu, kuper, krawędź nadgarstka oraz pokrywy I i II rzędu. U samic brak niebieskich elementów. Dziób jest jasny, oczy są ciemne. Ubarwienie młodych osobników przypomina dorosłe samice. Kuper i pokrywy skrzydłowe młodych samców mają zmieszaną barwę zielonego z niebieskim.

## Pożywienie
Wróbliczki modrobrewe żywią się trawami, nasionami chwastów, owocami, kwiatami i pąkami.

## Środowisko
Gatunek ten występuje na terenach od 100 do 1800 m n.p.m. porośniętych lasami.

## Rozmnażanie
Sezon lęgowy wróbliczek modrobrewych trwa od stycznia do marca. Samica składa od 4 do 6 jaj, które następnie wysiaduje przez 18 dni. Młode opuszczają gniazdo po 5 tygodniach. Usamodzielnione wróbliczki wciąż mają bliskie relacje z rodzeństwem, które maleją wraz ze znalezieniem partnera (lecz nie zanikają całkowicie).

## Status
Międzynarodowa Unia Ochrony Przyrody (IUCN) od 2004 r. uznaje wróbliczkę modrobrewą za gatunek najmniejszej troski (LC – Least Concern). Liczebność populacji uważa się  za wzrastającą.